# Monophyllaea furcipila
Monophyllaea furcipila är en tvåhjärtbladig växtart som beskrevs av Jisaburo Ohwi. Monophyllaea furcipila ingår i släktet Monophyllaea och familjen Gesneriaceae. Inga underarter finns listade i Catalogue of Life.